# Забола (потік)
Забола, Заболя — потік в Україні у Самбірському районі Львівської області. Правий доплив річки Стривігор (басейн Дністра).

## Опис
Довжина струмка приблизно 3,23 км, найкоротша відстань між витоком і гирлом — 2,56  км, коефіцієнт звивистості річки — 1,26 . Формується декількома безіменними струмками.

## Розташування
Бере початок на північно-західних схилах гори Магури (730,3 м). Тече переважно на північний захід хвойним лісом і на північно-західній стороні від села Терло впадає у річку Стривігор, ліву притоку річки Дністра.

## Цікаві факти
- Біля гирла потоку на північній строні на відстані приблизно 222 м пролягає автошлях Т 1401[4] (автомобільний шлях територіального значення у Львівській області. Проходить територією Самбірського району через Смільницю — Хирів — Стару Сіль — Старий Самбір. Загальна довжина — 30 км.).